# Mecynargus brocchus
Mecynargus brocchus là một loài nhện trong họ Linyphiidae.
Loài này thuộc chi Mecynargus. Mecynargus brocchus được Ludwig Carl Christian Koch miêu tả năm 1872.